# Jakob Aurelius Müller
Jakob Aurelius Müller, magyarosan: Müller Jakab Aurél (Nagyszeben, 1741 novembere – Berethalom, 1806. október 7. vagy 13.) ágostai evangélikus szuperintendens.

## Élete
Atyja aranyműves volt; a gimnáziumot szülővárosában járta; 1763. október 20-ától a jenai egyetemen tanult; hazatérve 1767 októberétől a nagyszebeni gimnázium tanára és 1776–85-ig rektora volt.  Az utóbbi év májusában Szenterzsébeten lett lelkész és itt szerkesztette Johann Filtsch társaságában a felső tanács megbízásából a nagyszebeni énekeskönyvet, amelynek 1793-ban rendelték el a használatát. 
Közel állt Samuel von Brukenthal kormányzó szabadkőműves köréhez és tagja volt a nagyszebeni páholynak. Ebből a körből indult ki az ellenszegülés II. József erdélyi politikájával szemben, amely az erdélyi szászok kiváltságok megszüntetését célozta. Miután a császár 1790-ben a reformok nagy részét visszavonta, Müller névtelenül megjelentette a Die Siebenbürger Sachsen, Eine Volksschrift hrsg. bey der Auflebung der für erloschen erklärten Nation című írását, amely Georg Daniel Teutsch szerint az erdélyi szász hisoriográfia kezdetét jelenti. Ezzel a kiadvánnyal Müller megpróbálta erősíteni az erdélyi szászok öntudatát a jozefinista reformkorszak után és megismertette velük a felvilágosodás eszméit.
1792. augusztus 1-jén szuperintendenssé választották. Bevezette az egyházba a megreformált liturgiát, amelyet az 1789. november 5-ei zsinat rendelt el. Mivel nőtlen maradt, vagyonából több ezer forintot a tanuló ifjúság segélyezésére s erényes lányok kiházasítására alapítványként hagyományozott. 
Költeménye és cikkei a Denkblätterben (I. Gedächtniss des Lebens und Todes Mariä Theresiä, óda); a Teutsch Fr., Die siebenb.-sächs. Schulordnungenben (I. Kurze Beschreibung des Hermannstädter ev. Gymnasiums, 1778., II. Gutachten zu dem Bericht des ev. Oberkonsistoriums vom 28. Dez. 1782. über die Einrichtung der höheren Studien) jelentek meg.

## Művei
- Die Siebenbürger Sachsen. Eine Volksschrift, herausgegeben bei Auflebung der für erloschen erklärten Nation, 1790, Hermannstadt
- Kéziratban: Deductio Jurisdictionis ecclesiasticae Cleri Saxonici in Transsilvania, ex diplomatibus, Patriae Legibus antiquissimoque usu adornata, 1796